# コルドバ州
コルドバ州（コルドバしゅう）は、アルゼンチンの州である。人口3,978,984人（2022年国勢調査）。行政府所在地はコルドバ。

## 隣接州
- サンティアゴ・デル・エステロ州
- サンタフェ州
- ブエノスアイレス州
- ラ・パンパ州
- サンルイス州
- ラ・リオハ州
- カタマルカ州

## 下位行政区画
1. カラムチータ・デパルタメント（英語版）
2. カピタル・デパルタメント (コルドバ州)（英語版）
3. コロン・デパルタメント (コルドバ州)（英語版）
4. クルス・デル・エヘ・デパルタメント（英語版）
5. ヘネラル・ロカ・デパルタメント (コルドバ州)（英語版）
6. ヘネラル・サン・マルティン・デパルタメント (コルドバ州)（英語版）
7. イスチリン・デパルタメント（英語版）
8. フアレス・セルマン・デパルタメント（英語版）
9. マルコス・フアレス・デパルタメント（英語版）
10. ミナス・デパルタメント (コルドバ州)（英語版）
11. ポチョ・デパルタメント（英語版）
12. プレシデンテ・ロケ・サエンス・ペーニャ・デパルタメント（英語版）
13. プニージャ・デパルタメント（英語版）
14. リオ・クアルト・デパルタメント（英語版）
15. リオ・プリメーロ・デパルタメント（英語版）
16. リオ・セコ・デパルタメント（英語版）
17. リオ・セグンド・デパルタメント（英語版）
18. サン・アルベルト・デパルタメント（英語版）
19. サン・ハビエル・デパルタメント (コルドバ州)（英語版）
20. サン・フスト・デパルタメント (コルドバ州)（英語版）
21. サンタ・マリア・デパルタメント (コルドバ州)（英語版）
22. ソブレモンテ・デパルタメント（英語版）
23. テルセーロ・アリーバ・デパルタメント（英語版）
24. トトラル・デパルタメント（英語版）
25. トゥルンバ・デパルタメント（英語版）
26. ウニオン・デパルタメント（英語版）